# Sheila Hicks
Pour les articles homonymes, voir Hicks.
Sheila Hicks est une artiste textile américaine née le 24 juillet 1934 à Hastings, Nebraska, États-Unis. Elle vit et travaille à Paris depuis 1964. 

## Biographie

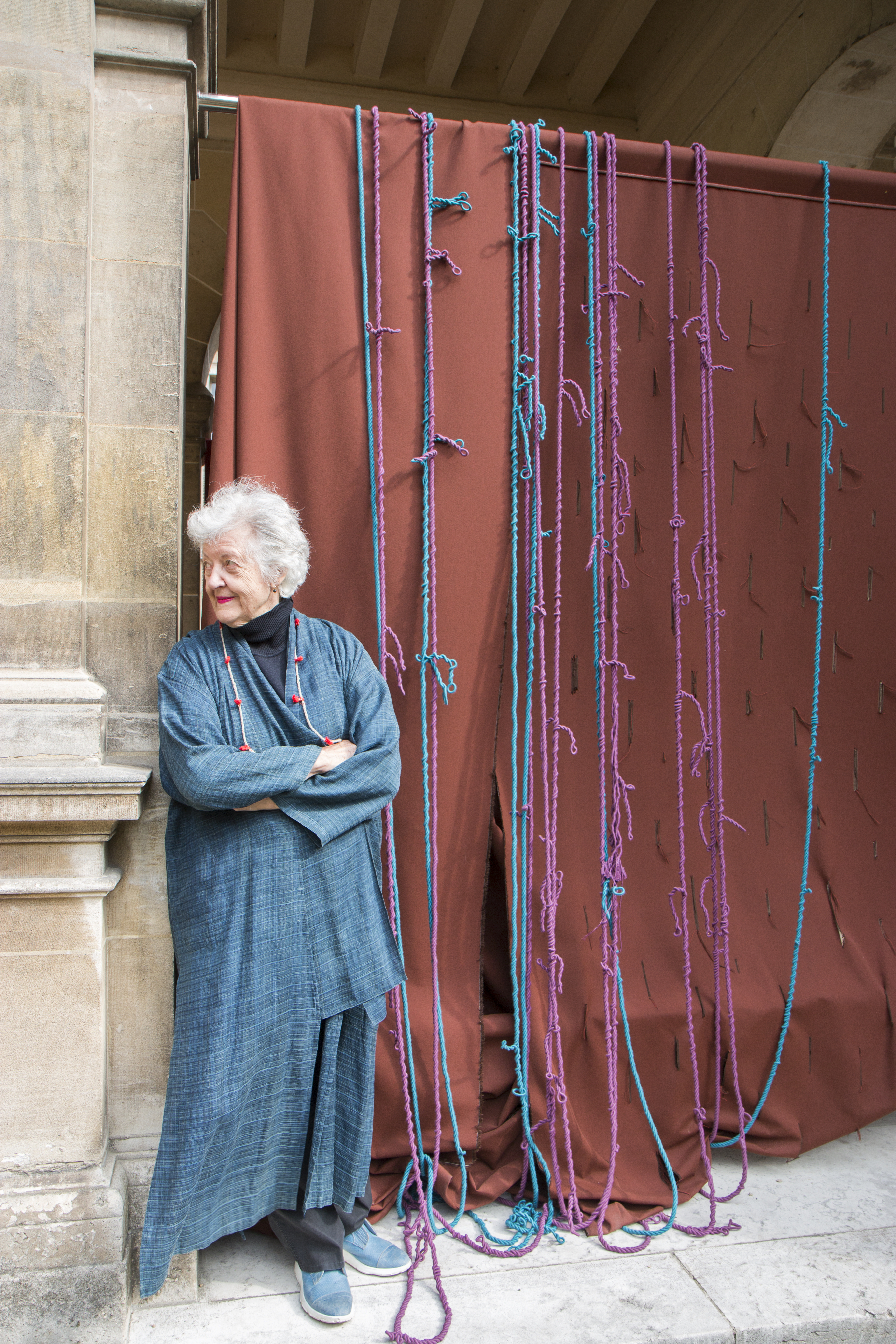
Sheila Hicks (capture d'écran d'une vidéo de l'Encyclopédie audiovisuelle de l'art contemporain).

Américaine du Middle-west, Sheila Hicks se destinait à la peinture quand elle découvre les textiles du Pérou précolombien. Elle parcourt le Mexique, l’Amérique du Sud, s’initiant aux techniques des tisserands indigènes.
Elle étudie la peinture à l'université Yale (1954-1959) auprès notamment de Josef Albers, Rico Lebrun, George Kubler et Herbert Mather.  Sa thèse sur les textiles pré-incas est supervisée par Josef Albers et Junius Bird. 
En 1957 elle obtient une bourse Fulbright et part au Chili. Elle photographie les sites archéologiques des Andes  et voyage dans la région volcanique de Villarica, l’Ile de Chiloé et la Terre de Feu. 
En 1959, le Professeur Henri Peyre à l'Université de Yale lui attribue une bourse pour étudier en France. Elle y rencontrera l'ethnologue Raoul D'Harcourt, spécialiste des textiles précolombiens.
Par la suite, Sheila Hicks s'établit au Mexique où elle pratique le tissage, la peinture et enseigne à l'Université nationale autonome du Mexique (UNAM). 
En 1964 Sheila Hicks s'installe en France.

## Œuvre
La pratique de Sheila Hicks privilégie et s'inspire des moments d'irrégularités qui défient le modèle de la grille, un outil de structure dans la pratique traditionnelle du tissage. Elle attribue l'origine de ses œuvres monumentales à sa rencontre avec le directeur du Museum of Modern Art, Alfred Barr qui lui avait communiqué son souhait de voir ses œuvres tissées sur grande échelle. 
Parmi ses œuvres, son installation monumentale Pillar of inquiry/Supple Column (2013) est composée d'un ensemble vertical de cordes tissées et délibéremment ébouriffées, semblant tomber du plafond au sol ou s'élever du sol au plafond. Selon l'artiste, le matériel tissé devient ainsi familier avec la forme architecturale de la colonne, et cette familiarité du langage permet de briser les préjugés. 
Une œuvre de plus petites dimensions, Cukulcan (2018), représente un souvenir du Chili avec ses amalgames irréguliers de pourpres ponctués de vert lime au centre qui retracent vaguement la silhouette de son paysage montagneux. Cukulcan reflète une volonté de longévité de l'artiste, voulant que son travail communique une mémoire et une impression fortes même après sa disparition. 
Sheila Hicks, dans son atelier caché au fond d’un passage au cœur du quartier Latin à Paris, dirige une petite équipe concentrée sur la réalisation des pièces, souvent destinées à des intégrations architecturales dans le monde entier, notamment l’impressionnant rideau de Théâtre au Kiryu Cultural Center de Gumna au Japon en 2001. 

### Médium
L'œuvre de Sheila Hicks se situe entre la tapisserie et la sculpture. Elle s’intéresse à la dimension anthropologique du textile et de l’art contemporain. Ses œuvres, qui vont du minuscule au monumental, sont influencées par les techniques traditionnelles de tissage étudiées lors de ses nombreux voyages entre Inde, Maroc et Mexique. 
En plus de la laine, du coton et de la soie, elle utilise des matériaux variés : morceaux d'ardoise, coquilles, cols de chemises, écheveaux de fils à broder, élastiques, lacets et chaussettes de carmélite… 
Aux fils de trame elle ajoute parfois de grosses mèches qui retombent en milieu de panneau sous forme de pompons ou de tresses d’un aspect précieux, quand il s’agit de soie — ou au contraire sauvage, lorsqu’elle travaille la laine brute.
Elle fabrique aussi ce qu’elle appelle des « cordes » et qu’elle fixe sur des fonds tissés ; quand elle les laisse pendre librement, ou quand elle assemble des écheveaux, elle crée avec des fils des objets à trois dimensions.

### Distinction
- 2019 : Doctorat honoris causa de l'université Yale[10]

## Principales expositions
- 1958 : Musée national d'histoire naturelle, Santiago, Chili
- 1958 : Peintures de Sheila Hicks - photographies de Sergio Larrain, musée des beaux-arts, Santiago
- 1961 : Galerie Antonio Souza, Mexique
- 1963 : Les textiles de Sheila Hicks, Art Institute de Chicago, Illinois
- 1963-1966 : Knoll International, Nuremberg, Düsseldorf, Hambourg, Cologne, Berlin, Francfort, Stuttgart (Allemagne),  Bale (Suisse)
- 1965 : Gewebte Formen, Landesmuseum, Oldenburg, Allemagne
- 1970 : Fête du fil, Institut franco-américain de Rennes, France; "Forme in Faden", Buchholz Gallery, Munich, Allemagne ; American Library, Bruxelles
- 1971 : Formes de fil, musée des beaux-arts, Brest
- 1972: Fils Dansants, Tapis aux Murs, Centre culturel américain, Dakar, Sénégal ; Abidjan, Côte d'Ivoire ; Centre américain, Milan
- 1972 : Participe à l'exposition 72/72 au Grand Palais à Paris
- 1974 : Stedelijk Museum, Amsterdam
- 1976 : Tapisserie mise en Liberté"; textiles péruviens anciens et œuvres de Sheila Hicks, maison de la culture, Rennes
- 1978 et 1986 : Konstall, Lund, Suède
- 1980 : Israel Museum, Jérusalem
- 1985 : Musée des arts décoratifs, Paris
- 1986 : Musée de beaux-arts, Pau
- 1990 : Matsuya Ginza, Tokyo
- 1991 : Seoul Art Center, Korea, Kajima, Tokyo
- 1992 : National Museum of Decorative Arts, Prague
- 1993 : Galerie Saka, Tokyo
- 1996 : Museum of Nebraska Art, Kearney, Nebraska
- 1997 : Kiryu Municipal Arts Center, Japon
- 1999 : Contemporary Art Center of Virginia, Virginia Beach, Virginia
- 2006 : Bard Graduate Center, New York
- 2007 : Entrelacs de Sheila Hicks, textiles et vanneries d'Afrique et d'Océanie de la collection Ghysels, Passage de Retz, Paris
- 2008 : Davis & Langdale Company, Inc. New York
- 2010 : Sheila Hicks: 50 Years, Addison Gallery of American Art, Andover, Massachusetts ; Institute of Contemporary Art Philadelphia, PA, et Mint Museum, Charlotte, NC
- 2010 : Sheila Hicks: Hors normes, sculptures textiles, Passage de Retz, Paris
- 2011 : Sheila Hicks - 100 Minimes, The Museum of Decorative Arts (UPM), Prague
- 2011 : Sheila Hicks - 100 Minimes, Boijmans van Beuningen Museum, Rotterdam
- 2012 : Sikkema Jenkins & Co, New York
- 2013 : Pêcher dans la rivière, Alison Jacques Gallery, Londres
- 2014 : Sheila Hicks, Sikkema Jenkins & Co., New York
- 2014 : Unknown data, Galerie Frank Elbaz, Paris[11]
- 2014 : Palais de Tokyo, Paris[8]
- 2015 : Sheila Hicks: Foray into Chromatic Zones, Hayward Gallery, Londres
- 2016 : Si j'étais de laine, vous m'accepteriez ? Galerie Frank Elbaz, Paris
- 2016 : Sheila Hicks: Material Voices, Joslyn Art Museum Omaha, Nebraska
- 2016 : Museo Amparo, Puebla, Mexique
- 2017 : Galleria Massimo Minini, Brescia
- 2017 : Stones of Peace, Alison Jacques Gallery, Londres
- 2017 : Hop, Skip, Jump and Fly: Escape From Gravity, High Line, New York[12]
- 2018 : Lignes de vie, Centre Pompidou, Paris[13]
- 2018 : Sheila Hicks : Migador, Magasin III Museum & Foundation for Contemporary Art, Jaffa
- 2018 : Galerie nächst St. Stephan Vienne
- 2019 : Line by Line, Step by Step, Demish Danant, New York[14]
- 2019 : Seize and Weave away, Nasher Sculpture Center, Dallas, Texas
- 2019 : Campo Abierto, The Bass, Miami Beach, Florida[15]
- 2019 : Reencuentro, musée chilien d'art pré-colombien, Santiago[16]
- 2020 : Blanc sur Blanc[17], galerie Gagosian, Paris[14]